# Стабилна ангина пекторис
Стабилна ангина пекторис или стабилна коронарна болест срца, клинички је синдром који се углавном карактерише епизодама реверзибилних промена у срчаном мишићу (али без његове некрозе), изазваних неусклађеним односом између „тражње и понуде“ (услед несклада у снабдевању и потребама за кисеоником), које се односе на исхемију или хипоксију.
Овај клинички синдром манифестује се карактеристичним болом или нелагодношћу у грудима након физичког напора или емоционалног стреса. Бол спонтано пролази после неколико минута одмора или након примене нитроглицерина под језик. Бол је најчешће; једна од манифестација атеросклерозом изазваног оштећење срчаних (коронарних) артерија, али се може јавити и код болесника са хипертрофичном кардиомиопатијом или хипертензијом (углавном у II или III стадијуму) без оштећења коронарних артерија и аортне стенозе.
Стабилну ангину пекторис треба разликовати од акутног коронарног синдрома (АКС), који се развија током напора и престаје се мировањем. 
За разлику од стабилне, нестабилна ангина пекторис јавља се изненада, често у мировању или уз минимални напор, најчешће код болесника са дуготрајном стабилном ангином пекторис, а учесталију појаву ангинозних напада треба схватити као нестабилну ангину, која указује на нове проблеме у раду коронарних артерија.

## Етиопатогенеза
Стабилна ангина пекторис обично је изазвана вежбом, емоцијама или неком врстом стреса или другим психофизичким напрезањима, која се могу спонтано дешавати. Такве епизоде исхемије/хипоксије се обично повезују са појавом пролазних нелагодности у грудима (ангина пекторис). Најчешће је то бол, који пролази десетак минута након одмора, али се понавља са малим дневним променама у интензитету.
Код пацијента који имају стабилну ангину пекторис (или хроничну и стабилну исхемијску болест срца) бол се увек појављује у сличним ситуацијама, при одређеном степену напора, који је индивидуално различит код различитих особа. Бол пролази после неколико минута одмора или примене нитроглицерина сублингвално (под језик). Ангинозни бол најчешће означава атеросклеротско оштећење срчаних артерија, али се може јавити и код болесника с аортном стенозом, код хипертрофичне кардиомиопатије или хипертензије (обично у другом или трећем стадијуму болести) без оштећења срчаних артерија.

## Класификација
У циљу брзог, бољег и прецизнијег оцењивања тежине ангинозних тегоба на основу анамнестичких података, Канадско кардиоваскуларно удружење (CCS – Canadian Cardiovascular Society) предложило је примену класификације стабилне ангине пекторис која је представљена у овој табели,
Класификација стабилне ангине пекторис према Канадском кардиоваскуларном удружењу.
| Класа | Анамнестички подаци |
| ----- | --- |
| I     | Уобичајена физичка активност не изазива бол (шетња, пењање уз степенице)                                                                                           |
| II    | Лако ограничење уобичајене активности доводи до бола (шетња или пењање уз степенице, ход узбрдо, бол после оброка, на хладноћу, ветар, због емоционалних стресова) |
| III   | Мала физичка активност доводи до бола (шетња по равном, пењање уз степенице)                                                                                       |
| IV    | Немогућност да се изврши било која физичка активност без бола (болови могу бити присутни иу миру)                                                                  |

Иако је овај систем рангирања ангине пекторис Канадског кардиоваскуларног удружења, према тежини напора, прихваћен широм света у последњих 30 година, исто то удружење данас сматра да је ревизија ове класификације пожељна с обзиром на могуће неправилности и недоследности у односу на ставовове који су данас присутни у лечењу исхемијске болести срца.

## Прогноза
До скора се сматрало да пацијенти са стабилном ангином пекторис (боловима у грудима) без опструктивне коронарне болести срца, као и особе женског пола имају нижи ризик за кардиоваскуларне догађаје (срчани удар или смртни исход), међутим докази који ово подржавају су веома ретки. Наиме, бројна истраживања показују супротно, тј да су такве особе у повећаном ризику од смртног исхода, у поређењу са референтним становништва без исхемијске болести срца, као и да је ризик за особе женског, исти као као за особе мушког пола.

## Циљеви лечења стабилне ангине пекторис
Основни правци лечења стабилне ангине, имају следећа три главна циља:
- Да се отклониле или знатно смање симптоми ангине.
- Да се успори прогресија атеросклеротске болести, која је главни узрок појаве плака у срчаним артеријама.
- Да се спречи појава озбиљнијих срчаних проблема, укључујући  акутни коронарни синдром (АКС), срчану инсуфицијенцију и смртни исход.

Без обзира на то за који се облик лечења лекар одлучи - инвазивну терапији или класичну медицинску терапију - третман треба у себи да садржи све модалитете који на најбољи начин обезбеђују постизање сва три наведена циља.

## Опште препоруке и нефармаколошки поступци
Опште препоруке које су у већини случајева засноване на нефармаколошким поступцима обухватају:
- Савет болеснику да престане пушити цигарете.
- Предлог и савет болеснику да започне медитеранску дијету (засновану на уносу поврћа, воћа, рибе и пилетине).
- Савет гојазном болеснику, да је потребно да поступно редукције телесну тежину.
- Препоруку болеснику да умерено уноси алкохол, који може бити користан, али је прекомерни унос штетан.
- Информисање болесникапа и његове најближе родбине о природи ангине, и значају дијагнозе и препоручених облика лечења.
- Давање савета о поступању при појави акутног ангинозног напада, (нпр да мирује, о активностима које провоцирају напад и употреби подјезичних нитрата за акутно попуштање симптома).
- Информисање болесника о могућим нежељеним ефектима употрбе нитрата и њиховој адекватној превентивној употреби.
- Информисање болесника да у случају трајања симптома дуже од 10 до 20 минута након мировања и/или не попуштања симптома на подјезичне нитрате, потражи медицинску помоћ.
- Препоручивање уноса рибљег уља богатог омега-3 масним киселинама најмање једном недељно.
- Саветовање физичке активности у складу са здравстеним стањем болесника.
- Интензивно лечење придружених обољења, попут шећерне болести и хипертензије или обољењем бубрега, одржавати артеријски крвни притисак na nivo mawem od 130/80 mmHg.
- Лечити анемију или хипертиреозе у случају њиховог присуства.
- Упознати болесника да сексуална активност може доводити до ангинозних напада, и препоручити узимање нитроглицерина пре сексуалне акивности. Особе са коронарном болешћу могу безбедно користити инхибиторе фосфодиестеразе (силденафил, тадафил или варденафил), док се не препоручује код особа на терапији дугоделујућим нитратима.